# A Look Back at the Nineties
A Look Back At The Nineties va ser una comèdia radiofònica britànica la primera temporada de la qual fou emesa a BBC Radio 4 el 1993.

## Història
Presentada per Brian Perkins, els cinc episodis van ser una mirada paròdica als anys 1995 fins al 1999 des del punt de vista de la nit de Cap d'Any de 1999. Cada episodi de 30 minuts cobria un any.
Els guionistes eren Mark Burton, John O'Farrell i Pete Sinclair, que també van aparèixer interpretant diversos personatatgess. Entre les altres aparicions hi hagueren Rory Bremner, Steve Coogan, Jack Dee, Chris Barrie, Kate Robbins i Griff Rhys Jones.

## Seqüela
Es va emetre una segona temporada el 1994 sota el títol A Look Back At The Future, una visió enrere dels anys 2001, 2005, 2010, 2021, 2025 i 2099 des del punt de vista de la nit de Cap d'Any de 2099.

## Premis
El programa va guanyar diversos premis entre els quals destaca el Sony Gold per comèdia i el Premi Ondas.